# 姫島の黒曜石産地
姫島の黒曜石産地（ひめしまのこくようせきさんち）は、大分県東国東郡姫島村にある黒曜石の産地である。2007年7月26日に国の天然記念物に指定されている。

## 概要

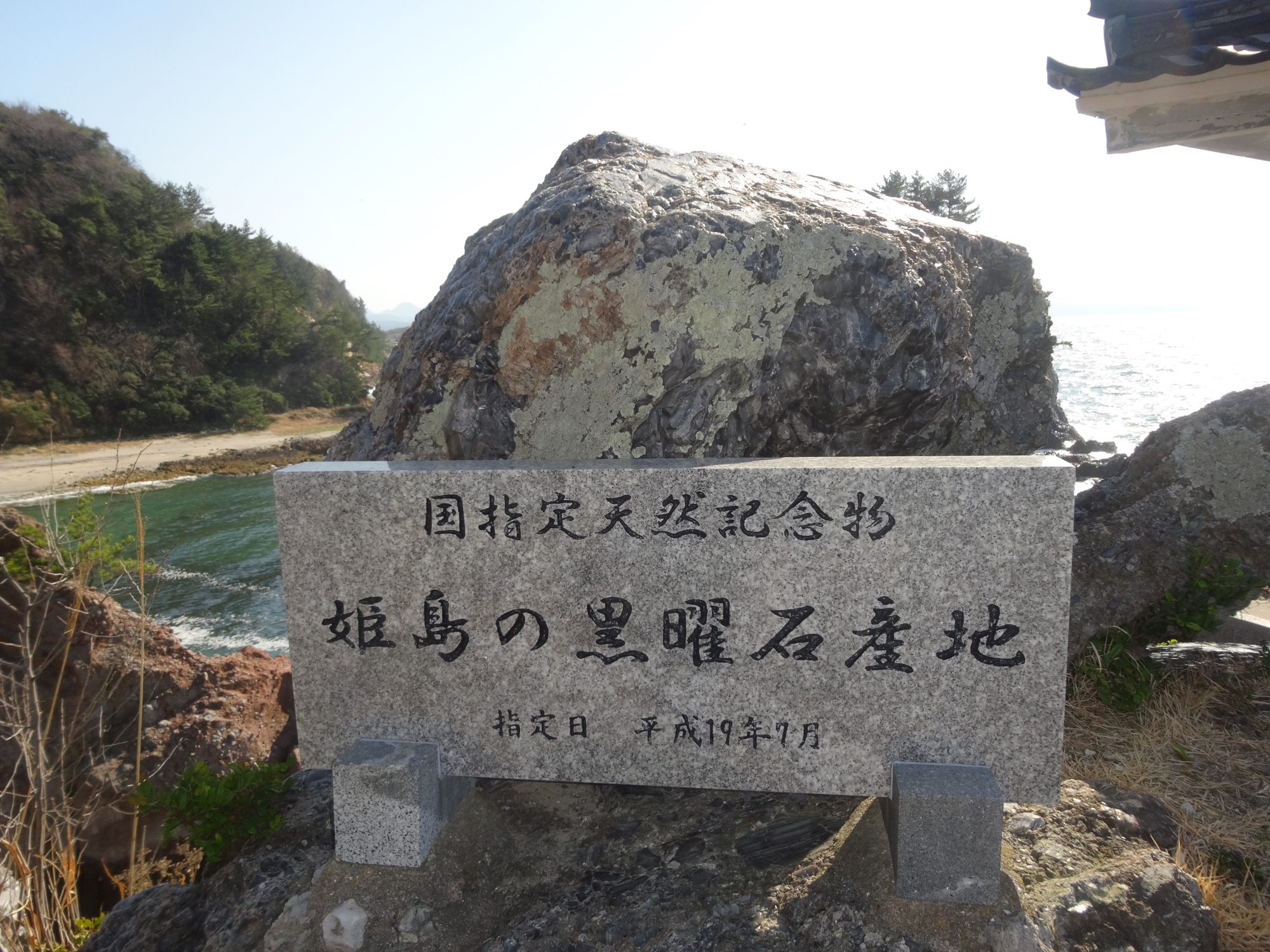
観音崎にある記念碑

姫島は国東半島北方の周防灘に浮かぶ島で、その西北部の観音崎に、海底から高さ約40m、幅約120mにわたって黒曜石の層が露出した断崖がある。このように黒曜石が地表に露出し、容易に観察できる場所は、日本国内では北海道遠軽町（旧白滝村）や長野県霧ヶ峰など数例しかない。特に、姫島では、海岸の断崖に露出しているため、黒曜石が波に洗われる独特の景観を呈している。また、一般の黒曜石がその名の通り黒色であるのに対して、姫島では、乳白色から黒灰色で微細な斑点を有する特徴的な黒曜石を産出する。
黒曜石は、ガラス質で、割れ口は先鋭な貝殻状断面を呈し、容易に刃物状に加工できるため、旧石器時代から石器の材料として用いられてきた。姫島の黒曜石は、瀬戸内海が陸化していた旧石器時代には山頂にあって採集が困難であったと推定されるが、海水面が上昇し採集が容易になったと考えられる縄文時代に入ると利用が急激に広がった。姫島の黒曜石は、その独特の色によって産地の識別が容易であり、東九州を中心に、中国地方や四国地方をはじめ、鹿児島県種子島から大阪府に至る広域で使用が確認されている。
姫島の黒曜石は、その地学及び考古学上の重要性に鑑み、1959年に大分県の天然記念物に指定され、2007年7月26日には国の天然記念物に指定されている。また、日本地質学会は2016年5月10日に、姫島を主要産地とする黒曜石を大分県の「県の石」（「大分県の岩石」）に選定している。姫島産の黒曜石は、姫島村の離島センター「やはず」、宇佐市の大分県立歴史博物館、大分市の大分市歴史資料館で展示されている。